# Zakłady Ceramiczne „Bolesławiec” w Bolesławcu
Zakłady Ceramiczne „Bolesławiec” w Bolesławcu Sp. z o.o. – przedsiębiorstwo w Bolesławcu (woj. dolnośląskie), jeden z największych w Polsce producentów ceramiki stołowej, ręcznie formowanej i ręcznie zdobionej unikalną w świecie techniką stempelkową. Spółka ma swoją siedzibę w Bolesławcu przy ul. Kościuszki 11.

## Historia
Zakład został założony 1 czerwca 1889 roku przez niemieckiego handlowca Hermana Hoffmana. Na początku produkowano rury ceramiczne, kanalizacyjne, koryta dla bydła, potem także armaturę łazienkowa. Przed wojną działał pod nazwą Reinhold & Co. Po zakończeniu II wojny światowej krakowski artysta Tadeusz Szafran podjął starania o wznowienie pracy zakładu. Już od sierpnia 1946 roku przedsiębiorstwo funkcjonowało w ramach Bolesławieckich Zakładów Garncarsko-Ceramicznych, a w 1964 roku weszło w skład Bolesławieckich Zakładów Ceramicznych Przemysłu Terenowego. W 1980 roku wyodrębniły się z nich Zakłady Ceramiczne „BOLESŁAWIEC” Sp. z o.o., które otrzymały zgodę na używanie nazwy miasta.

## Zarząd
Obecnie prezesem zarządu jest Arkadiusz Grzesikowski.
Wcześniej prezesami zarządu byli kolejno: Kazimierz Surmiak, Karol Stasik, Wiesław Ogrodnik, Sebastian Fijałkowski. Członkami zarządu byli: Jadwiga Ujma, Rafał Wielichowski, Piotr Maliszewski.

## Organ nadzoru
Obecnie w skład rady nadzorczej wchodzą: Marta Czuper, Grzegorz Kowalski, Agnieszka Szałko.
Wcześniej w skład rady nadzorczej wchodzili: Tomasz Bronny, Paweł Stopczyński, Danuta Amborska, Wojciech Górecki, Krystyna Urbaniak, Jan Paździora, Ryszard Krawczyk, Zbigniew Soja, Agnieszka Terlikowska-Kulesza, Marek Miśkiewicz, Tomasz Weigt, Urszula Romańczukiewicz, Jolanta Krupińska, Jadwiga Ignatowska-Zając, Robert Kuczyński, Arkadiusz Filipiuk, Paweł Buc, Wiesław Gruszka, Teresa Tomczak, Jacek Ośliźlok, Jan Russ, Ireneusz Maślany, Mirosław Dela, Agata Rusiecka, Jolanta Kubiniec.